# The Beauty Process: Triple Platinum
The Beauty Process: Triple Platinum è il quinto album in studio del gruppo musicale statunitense L7, pubblicato nel 1997.

## Descrizione
Registrato alla fine del 1996, l'album è stato apprezzato dalla critica ma non dal pubblico né dai fan della band.
La bassista Jennifer Finch ha lasciato la band durante la registrazione, sostituita da Greta Brinkman (Gail Greenwood). La linea di basso dell'album è stata eseguita dalla Brinkman e dalla frontwoman Donita Sparks.
La versione britannica dell'album contiene una traccia nascosta, Guera. La traccia Lorenza, Giada, Alessandra è dedicata a tre fan italiane che durante una tappa italiana delle L7 del 1995 aspettarono le cantanti tutto il giorno fuori dal locale dove si sarebbero esibite.
Dall'album sono stati estratti due singoli, Drama e Off the Wagon.

## Tracce
1. The Beauty Process – 0:58
2. Drama – 3:28
3. Off the Wagon – 3:27
4. I Need – 2:57
5. Moonshine – 3:23
6. Bitter Wine – 4:15
7. The Masses Are Asses – 4:20
8. Bad Things – 3:12
9. Must Have More – 2:54
10. Non-Existent Patricia – 4:30
11. Me, Myself & I – 3:46
12. Lorenza, Giada, Alessandra – 4:25
13. Guera – 5:12 – nella versione britannica
14. Worn Out – nella versione giapponese